# Aluata de MacConnell
L'aluata de MacConnell (Alouatta macconnelli) és una espècie d'aluata. Aquest mico del Nou Món és originari de Surinam, Guyana, l'illa de Trinitat, la Guaiana Francesa, Veneçuela i el Brasil. Aquest tàxon fou anomenat en honor de l'explorador britànic Frederick Vavasour McConnell.